# Valeri Bélenki
Valeri Bélenki (Bakú, Azerbaiyán, 5 de septiembre de 1969) es un gimnasta artístico nacido soviético nacionalizado alemán, campeón olímpico en 1992 en el concurso por equipos, y cuatro veces campeón del mundo entre 1989 y 1997 en equipos y caballo con arcos.

## Representando a la Unión Soviética
En su carrera deportiva representó en un primer momento a la Unión Soviética en Stuttgart 1989 donde consiguió un oro en el concurso por equipos —por delante de Alemania Oriental y China— y en Indianápolis 1991 donde consiguió dos medallas de oro: por equipos —por delante de China y Alemania— y en caballo con arcos, por delante de los chinos Guo Linyao y Li Jing.

## Representando al Equipo Unificado
Al separarse la Unión Soviética en 1991, los países que la formaban siguieron participando juntos en los eventos deportivos bajo el nombre de Equipo Unificado. En esta etapa, en las Olimpiadas de Barcelona 1992, consiguió el oro por equipos —por delante de China (plata) y Japón (bronce)— y el bronce en la general individual —tras sus compañeros Vitaly Scherbo y Grigory Misutin—. Asimismo en el Mundial de París 1992 consigue el bronce en las barras paralelas, tras su compatriota Alexei Voropaev y el chino Li Jing, ambos empatados en el oro.

## Como gimnasta independiente
En 1993 su país natal, Azerbaiyán, todavía no tenía federación gimnástica, por lo cual en el Mundial celebrado ese año en Birmingham (Inglaterra) compitió como gimnasta independiente, ganando la medalla de bronce en paralelas —tras el bielorruso Vitaly Scherbo y el ucraniano Igor Korobchinsky.

## Representando a Alemania
Se nacionalizó alemán, y en el Mundial de Lausana 1997 consigue el oro en la prueba de caballo con arcos, por delante del francés Eric Poujade y del norcoreano Pae Gil Su.